# Reginald Richardson
Reginald Richardson (San Vicente y las Granadinas, 1 de marzo de 1990) es un futbolista sanvicentino. Juega como defensa para el Parham FC de la Primera División de Antigua y Barbuda.

## Clubes
| Club               | País                         | Año             |
| ------------------ | ---------------------------- | --------------- |
| Pastures United FC | San Vicente y las Granadinas | 2010 - 2013     |
| Club Tijuana       | México                       | 2013 - presente |